# 武汉热工机械研究所
武汉热工机械研究所、简称热工所，对内称一机部原子能设备制造研究所:63，是1965年至1970年期间，由中华人民共和国第一机械工业部、中华人民共和国第二机械工业部合作成立的一所科研制造工厂，位于当时中华人民共和国湖北省武汉市武汉锅炉厂厂内。江泽民时任所长兼党委书记。

## 背景
1962年3月，中华人民共和国第一机械工业部（一机部）和中华人民共和国第二机械工业部（二机部）共同成立了由领导和专家组成的“生产堆设备领导小组”，负责安排协调生产核反应堆设备制造任务。同年8月，由一机部和二机部技术人员共同组成第二联合设计处，开展设备设计工作。
反应堆是以天然铀作燃料，石墨作慢化剂，水作冷却剂，发生链式反应而取得原子弹材料钚-239的装置。整个装置重近万吨，热功率为600兆瓦，主要结构一共包括十二个组成部分：反应堆本体系统、一回路系统、装卸料系统、核燃料转换系统、水净化系统、事故处理和检修系统、自动控制系统、保护系统、测量系统、下部水管道管束系统和射线防护系统等构成。这些系统包含的设备、仪器、仪表一共654项，由105个工厂和研究所承制。
由于设备要求非常高，一机部第二设计院（现为中国联合工程公司）在1962年开始，对武汉锅炉厂、上海锅炉厂、上海汽轮机厂等进行技术改造，增建了新的清洁装配、清洗、电镀车间，并增补了部分精密加工设备。至1965年初，完成了中国第一座生产反应堆设备的制造任务，代号为“801工程”。紧接着又翻版了两套同样装置，分别代号为“821工程”、“816工程”。

## 沿革
1965年，根据战备需要，一机部决定热工所迁往武汉。按照当时规划，热工机械研究所最终要在三线建设地区的四川建所。所以迁往武汉锅炉厂落户，只是一个过渡阶段。热工所刚搬迁到武汉时，并没有办公楼、实验室，只借武汉锅炉厂的一座旧厂房，分隔成不同办公室和实验室，并暂借武锅技校一幢三层楼房作为职工宿舍:45。后来，才建造一幢四层楼房，一、二层办公用，三、四层住宿用。一机部热工机械研究所设在北京时的领导人并未有随迁到武汉。因此为了加强领导，一机部对武汉热工所的领导班子作了重新配备:1-3。
1966年5月，江泽民调任武汉热工机械研究所所长，兼任代理党委书记。当时研究所共有二两多人，计划发展规模为一千六百人。当初何成担任研究所党委书记，由于何成一直未能赴任，由江兼任代理党委书记:63。1966年9月，中共武汉市委正式下文批准江泽民兼任研究所党委书记:63-64。其他所领导有副所长黄光华、陆善明，总工程师李彼得。因当年开始的文化大革命，武汉全城受到冲击，热工所也受到影响，员工成立造反派“战斗队”与保守派“红五月”两个群体，并在所内进行大辩论。1967年7月20日，武汉地区两大派群众组织“工总”与“百万雄师”派性斗争达到高潮，谢富治、王力作为中央文化革命小组代表抵达武汉，公开支持“工总”，引起了“百万雄师”的不满与游行示威。此事导致中央文革小组宣布游行为“武汉七·二〇反革命事件”，受此影响武汉全城混乱，江泽民也被剥夺在热工所的领导权。1967年10月7日，中华人民共和国国务院总理周恩来陪同阿尔巴尼亚部长会议主席穆罕默德·谢胡访问武汉锅炉厂时，江泽民与其他受审查干部被关在办公室禁闭:5-6。之后，红卫兵开始攻击，江泽民也被迫接受批斗和检讨:78。在停职两年后，他被送往五七干校劳动:81。
1970年5月，由于文化大革命进一步推进，江泽民提议一机部、二机部最终撤销热工所，并做工作、配合两个部门调配撤所人员的安排。武汉热工所一部分人安排到天津电器传动设计研究所，部分调到湖北应城化工厂、湖北内燃机厂；一部分在武汉的调配给二机部二院，剩余人员由武汉锅炉厂全部接收:80。同年，中共中央向罗马尼亚提出一批经济援助项目，一机部干部司司长李焕章提议，由江泽民担任专家组组长，执行援外任务:82-83。

## 相关
- 中华人民共和国核工业

## 延伸阅读
- 《江泽民同志在武汉热工所》，上海世纪出版集团上海人民出版社出版[8][9]